# リート (バイエルン)
リート (ドイツ語: Ried) はドイツ連邦共和国バイエルン州シュヴァーベン行政管区のアイヒャッハ＝フリートベルク郡に属す町村（以下、本項では便宜上「町」と記述する）である。

## 地理
リートはアウクスブルク開発計画地域に位置する。

### 自治体の構成
この町は、公式には12の地区 (Ort) からなる。このうち小集落や孤立農場などを除く集落を以下に列記する。
| - アスバッハ - バインドルキルヒ - アイスマンスベルク - ホルツブルク | - ヘルマンスベルク - リート - ジルヒェンリート - ツィレンベルク |

## 歴史
リートはバイエルン選帝侯領のミュンヘン会計局およびフリートベルク裁判所に属した。バイエルンの行政改革に伴う1818年の市町村令により現在の自治体が成立した。

### 人口推移
- 1970年 1,615人
- 1987年 2,357人
- 2000年 2,775人

## 行政
2014年からエルヴィン・ゲルストラッヒャー (CSU) が町長を務めている。

### 町議会
町議会は第1町長と14人の議員からなる。

### 紋章
銀地と青地に左右二分割。向かって左は直立してつかみかかろうとする赤い獅子。向かって右は若枝と6枚の葉が付いた根を張った切り株。

## 経済と社会資本

### 教育
- 国民学校 1校

## 人物
ギュンター・ショッテンハンマーは2006年9月に名誉町民となった。1964年11月26日、彼は自らの命を犠牲にしてツィレンベルク集落を大災害から救った。ショッテンハンマーはF-84F操縦中にこの集落の近くに墜落した。この時、もし彼が射出座席で離脱していたら機体はおそらく集落を直撃していた。彼は妻と当時生後9日目の子供を遺して亡くなった。

## 引用
1. ↑  https://www.statistikdaten.bayern.de/genesis/online?operation=result&code=12411-003r&leerzeilen=false&language=de Genesis-Online-Datenbank des Bayerischen Landesamtes für Statistik Tabelle 12411-003r Fortschreibung des Bevölkerungsstandes: Gemeinden, Stichtag (Einwohnerzahlen auf Grundlage des Zensus 2011)
2. ↑  Bayerische Landesbibliothek Online